# Sault Ste. Marie (Michigan)
Sault Ste. Marie è una città degli Stati Uniti d'America, capoluogo della Contea di Chippewa nello Stato del Michigan.
La città si trova all'estremità orientale della Penisola superiore, separata dalla città gemella canadese di Sault Ste. Marie nell'Ontario, dal fiume St. Marys.

## Storia
L'insediamento fu fondato il 4 giugno 1671 dal francese Simon-François Daumont de Saint-Lusson e rappresenta il più antico insediamento permanente di coloni europei nell'attuale stato del Michigan.